# Frans Alfons Janssens
Frans Alfons Janssens (né à Sint-Niklaas le 23 juillet 1865 et mort à Wichelen le 8 octobre 1924) est un biologiste belge. Ordonné prêtre en 1886, il a obtenu en 1890 un Doctorat en Sciences Naturelles avec la plus grande distinction, avec une thèse intitulée "Les Branchies des Acéphales"  (promoteurs: Jean-Baptiste Carnoy et Gustave Gilson). Il a travaillé avec Johan Kjeldahl  à l'Institut de la Brasserie Carlsberg à Copenhague et a été professeur à l'École de Brasserie Sint-Lieven à Gand. En 1896, il devint professeur à la Faculté des Sciences de l'Université Catholique de Louvain. En 1909, il a découvert le croisement de gènes au cours de la méiose, qu'il a appelé "chiasmatypie'. Son travail a été poursuivi par Thomas Hunt Morgan qui a développé la théorie de la liaison génétique.
Il a également été président de la Société belge de biologie et chanoine de la Cathédrale Saint-Bavon de Gand.
En 1953, l'Université catholique de Louvain a fondé le "Laboratoire de génétique F. A. Janssens", en son honneur.
Janssens était le fils du politicien Theodoor Janssens.